# Ка дел Соле (Леко)
Ка дел Соле је насеље у Италији у округу Леко, региону Ломбардија.
Према процени из 2011. у насељу је живело 57 становника. Насеље се налази на надморској висини од 276 м.